# Friedrich Förster (Physiker)
Friedrich Förster (* 13. Februar 1908 in Hundisburg; † 29. März 1999 in Reutlingen) war ein deutscher Physiker, dessen Forschungen die moderne magnetische und magnetinduktive Werkstoffprüfung begründeten.

## Leben

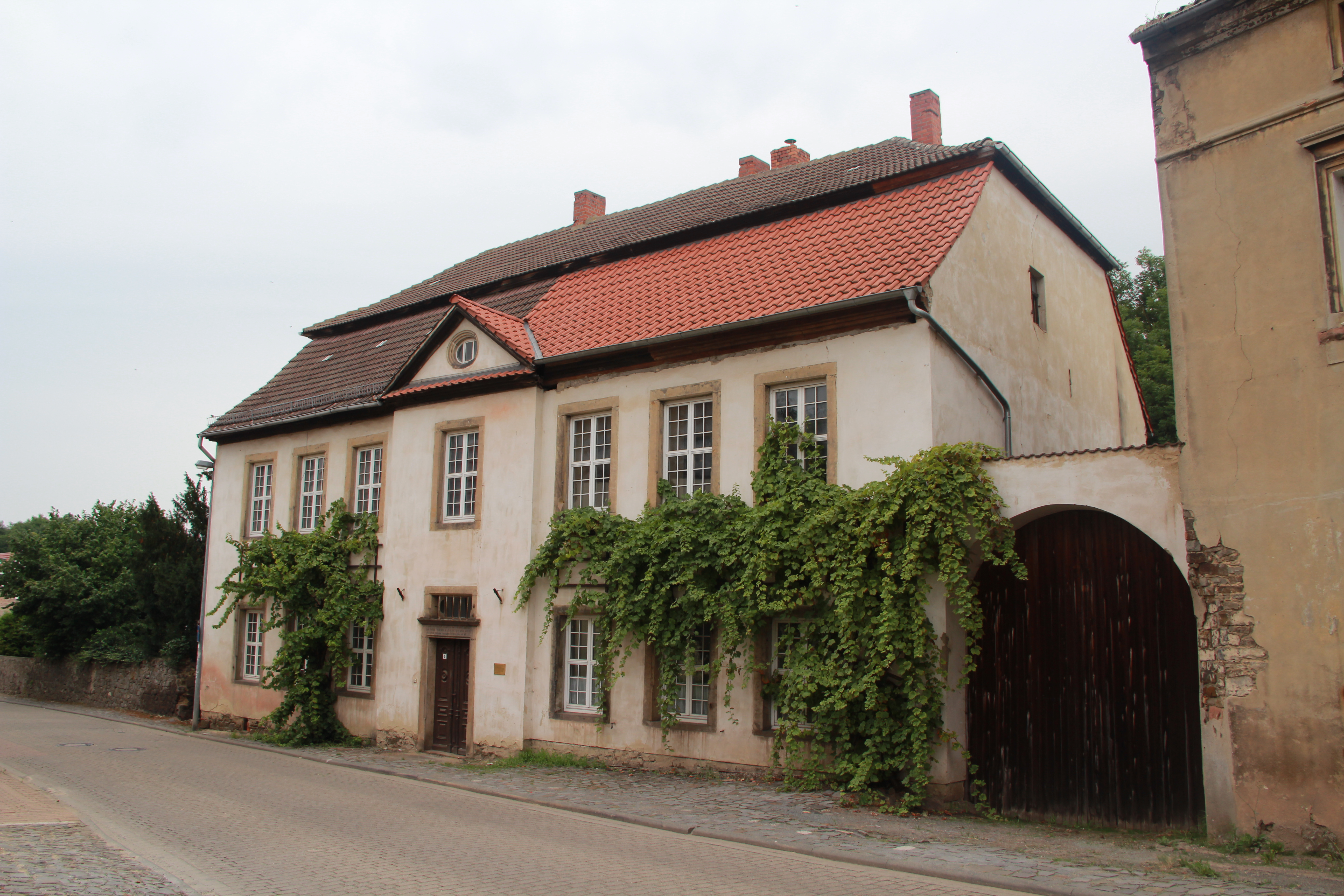
Pfarrhaus in Hundisburg, Geburtshaus Friedrich Försters

Friedrich Förster war der Sohn des Hundisburger Pfarrers Friedrich Förster und wurde im Hundisburger Pfarrhaus geboren. Von 1920 bis 1927 besuchte er das Gymnasium in Haldensleben. Nach dem Abitur studierte er von 1928 bis 1932 Mathematik und Physik an der Universität Göttingen. Anschließend an seine Promotion im Jahr 1932 und seine Assistenztätigkeit an der Universität bis 1935 war er am Kaiser-Wilhelm-Institut für Metallforschung in Stuttgart tätig. Dort entwickelte er Messgeräte, die eine Prüfung von Metallen möglich machten, ohne diese zu beschädigen oder zu zerstören (zerstörungsfreie Werkstoffprüfung). 1937 entdeckte Förster bei einer Untersuchung der magnetischen Eigenschaften von Metallen den Einfluss des Erdmagnetfelds auf die Prüfspule und er begann Messgeräte für magnetische Felder zu entwickeln (Förster-Sonde bzw. Fluxgate-Magnetometer). Die von Förster auf Basis seiner Entdeckungen entwickelten Geräte wurden wegen ihrer Bedeutung für die Produktion von Rüstungsgütern und die Prüfung von Waffentechnik in der Rüstungsindustrie sowie bei Wehrmachtsteilen im Fronteinsatz breit eingesetzt. Nachdem das Institut 1943 nach Eningen verlegt worden war, wurde Förster dort 1945 von der französischen Besatzung verhaftet und zu einem Jahr Gefängnis verurteilt, da er versucht hatte, den Abtransport der Geräte des Instituts zu behindern. 1948 gründete er sein eigenes Unternehmen, das Institut Dr. Friedrich Förster Prüfgerätebau GmbH & Co. KG, um Prüfgeräte für die Industrie herzustellen. 1992 erhielt er für sein Werk die höchste Auszeichnung der NASA.

## Ehrungen
- 1941 Kriegsverdienstkreuz II. Klasse[4]
- 1976 Großes Verdienstkreuz der Bundesrepublik Deutschland
- 1978 Ehrendoktorwürde der Universität Karlsruhe
- 1985 Verdienstmedaille des Landes Baden-Württemberg
- 1991 Ehrendoktorwürde der Universität Magdeburg

Seit dem 7. November 2008 trägt das Gymnasium in Haldensleben den Namen Professor-Friedrich-Förster-Gymnasium. An seinem Geburtshaus, dem früheren Pfarrhaus in der Dönstedter Straße 3, wurde im Februar 2008 eine Gedenktafel angebracht. Die Friedrich-Förster-Gemeinschaftsschule und die Friedrich-Förster-Straße in Reutlingen wurden nach ihm benannt.